# Boumort
Boumort är ett berg i Spanien.   Det ligger i provinsen Província de Lleida och regionen Katalonien, i den nordöstra delen av landet, 400 km öster om huvudstaden Madrid. Toppen på Boumort är 2 068 meter över havet, eller 644 meter över den omgivande terrängen. Bredden vid basen är 17,2 km.
Terrängen runt Boumort är kuperad åt sydost, men åt nordväst är den bergig. Runt Boumort är det mycket glesbefolkat, med 4 invånare per kvadratkilometer. Närmaste större samhälle är Sort, 19,7 km norr om Boumort. 